# 反對LGBT權益
LGBT權益反对派是反對女同性戀，男同性戀者，双性恋和跨性別能獲得法律平等保障和對待的權利。
反對的原因各不相同，有的是基於歧視或者认为给予性少数者平等权利会形成逆向歧视。有的担心对家庭价值、性别分工和社会文化的冲击。
还有立足于宗教、道德等观点，或者因为自身恐同、恐跨、偏执、仇恨、对意識形態的警惕、或其他因素而反对。
反对团体完全反對或部分反对的LGBT權益的一般包括同性婚姻、民事結合、LGBT撫養和收養、兵役、性別重置手術等多个议题。

## 公眾意見

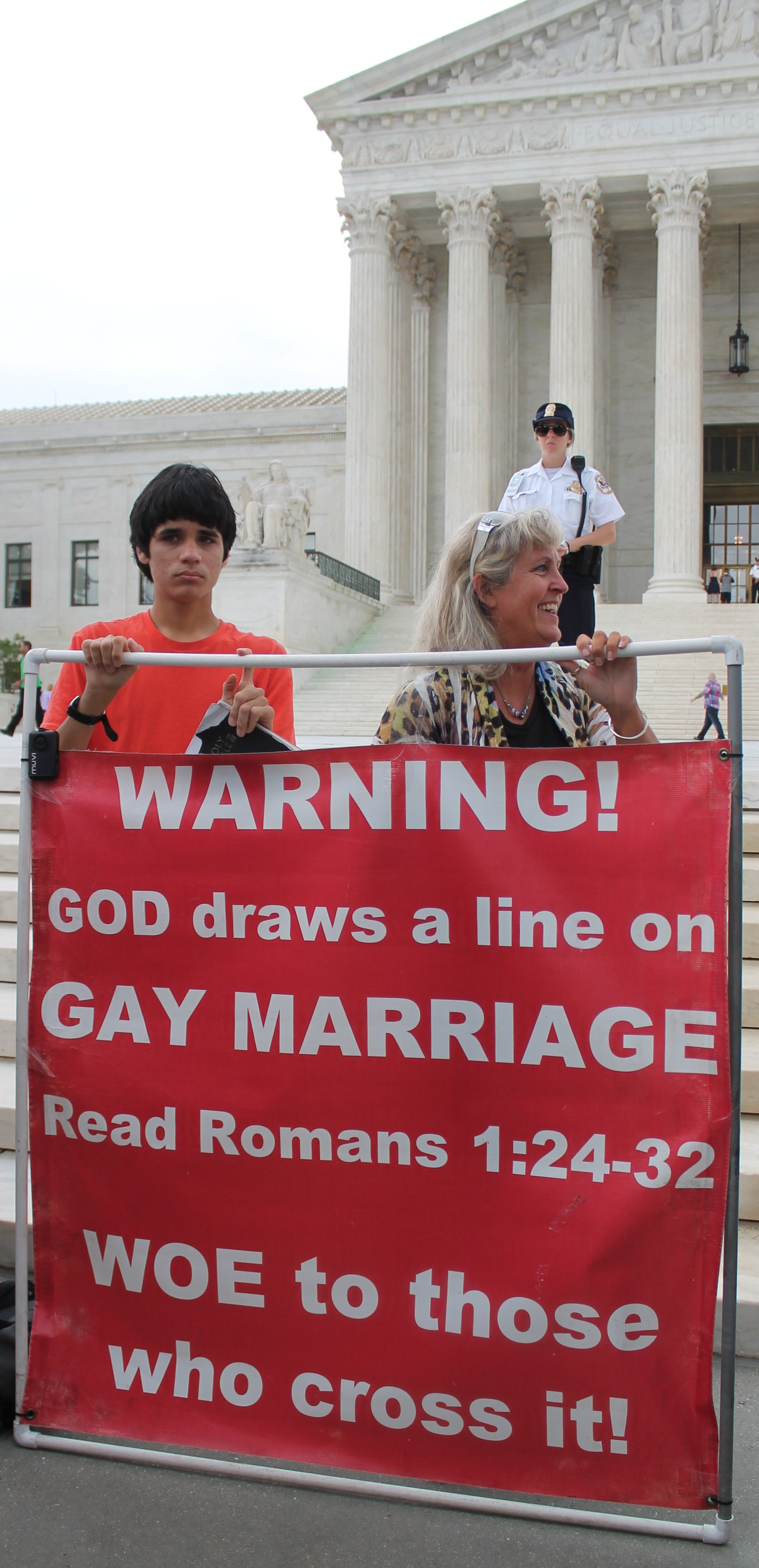
基督教右派人士在奥贝格费尔诉霍奇斯案的美国最高法院前廣場反對同性婚姻。

在所有的社會中，都有各自對於適當和不適當的性規範，有些文化認可同性愛情和性慾，有些文化則採取壓抑的姿態。

## 宗教因素
許多形式的宗教，鼓動其信徒反對LGBT權益，像是福音主義、 天主教、摩爾門教、猶太教正統派、伊斯蘭教等。這些宗教團體認為同性之間的性行為，視為宗教上的一種罪，並聲稱支持LGBT權益會削弱社會的道德標準。

### 伊斯蘭反對派
在大多數的伊斯蘭國家用刑事法迫害LGBT群體，制定相關的法規處罰同性性行為，在現今的沙特阿拉伯、阿拉伯联合酋长国、伊朗、毛里塔尼亚、奈及利亞、苏丹共和国和也门等國，依照伊斯蘭教法判處死刑。

### 佛教反對派
保守的佛教組織，如中國佛教會，聲稱同性婚姻傷害固有的文化或者倫理道德。